# Založba FDV
Založba FDV je založba, ki deluje kot organizacijska enota Fakultete za družbene vede v Ljubljani. Ustanovljena je bila leta 1995 z namenom izdajanja znanstvene in strokovne literature za potrebe raziskovalne in pedagoške dejavnosti na fakulteti.